# NGC 295
NGC 295 è una galassia a spirale situata nella costellazione dei Pesci.

## Descrizione
La galassia presenta una larga riga a 21 cm dell'idrogeno neutro.

## Scoperta
NGC 295 è stata scoperta il 26 ottobre 1872 dall'astronomo britannico Ralph Copeland.

## La problematica identificazione di NGC 295

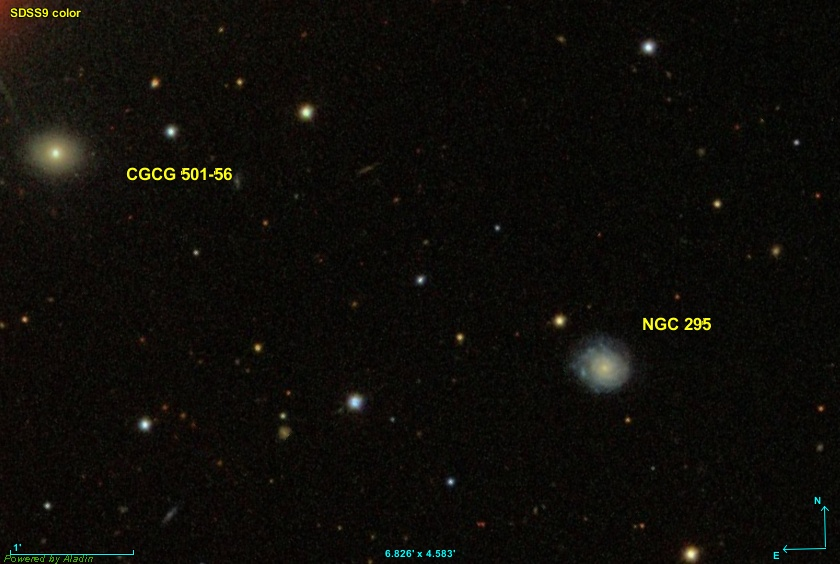
NGC 295 è la galassia a sud-est di CGCG 501-56.

La posizione data da Copeland nella sua descrizione di NGC 295 è molto vicina a quella della galassia NGC 296, ma lo scopritore aveva indicato la presenza di una stella di 10 magnitudine nelle immediate vicinanze della galassia, il che non corrisponde alla realtà. Questo è stato oggetto di dibattito tra gli astronomi, e molti autori hanno considerato NGC 295 come la galassia NGC 296 o come un oggetto perduto.
Secondo Harold Corwin, Copeland riteneva di aver osservato un'altra galassia in prossimità di NGC 296 e quindi di aver visto una coppia di galassie. La seconda galassia dovrebbe essere CGCG 501-56 posizionata circa a 1° da NGC 296. Se si utilizza questa galassia al posto di NGC 296, la galassia osservata da Copeland come 295 sarebbe quella catalogata CGCG 501-56.
Nel catalogo NASA / IPAC,  NGC 295 è catalogata come PGC 3555 o CGCG 501-056.